# Xanthodius
Xanthodius is een geslacht van kreeftachtigen uit de klasse van de Malacostraca (hogere kreeftachtigen).

## Soorten
- Xanthodius americanus (Saussure, 1858)
- Xanthodius cooksoni (Miers, 1877)
- Xanthodius inaequalis
- Xanthodius parvulus (Fabricius, 1793)
- Xanthodius sternberghii Stimpson, 1859